# Karim Baïteche
Karim Baïteche (sinh ngày 10 tháng 7 năm 1991) là một cầu thủ bóng đá người Algérie thi đấu ở vị trí tiền vệ cho USM El Harrach.

## Câu lạc bộ
Tính đến 28 tháng 12 năm 2017 
| Câu lạc bộ          | Mùa giải            | Giải vô địch | Giải vô địch | Cúp     | Cúp       | Châu lục | Châu lục  | Khác    | Khác      | Tổng cộng | Tổng cộng |
| Câu lạc bộ          | Mùa giải            | Số trận      | Bàn thắng    | Số trận | Bàn thắng | Số trận  | Bàn thắng | Số trận | Bàn thắng | Số trận   | Bàn thắng |
| ------------------- | ------------------- | ------------ | ------------ | ------- | --------- | -------- | --------- | ------- | --------- | --------- | --------- |
| USM Alger           | 2012–13             | 1            | 0            | 0       | 0         | 0        | 0         | —       | —         | 1         | 0         |
| USM Alger           | 2013–14             | 15           | 1            | 1       | 0         | —        | —         | 1       | 0         | 17        | 1         |
| USM Alger           | 2014–15             | 18           | 2            | 0       | 0         | 5        | 0         | 0       | 0         | 23        | 2         |
| USM Alger           | 2015–16             | 8            | 1            | 0       | 0         | 5        | 1         | —       | —         | 13        | 2         |
| USM Alger           | Tổng cộng           | 42           | 4            | 1       | 0         | 10       | 1         | 1       | 0         | 53        | 5         |
| CS Constantine      | 2016–17             | 12           | 0            | 1       | 0         | —        | —         | —       | —         | 13        | 0         |
| JS Kabylie          | 2016–17             | 8            | 1            | 0       | 0         | 5        | 0         | —       | —         | 13        | 1         |
| USM El Harrach      | 2017–18             | 10           | 0            | 0       | 0         | —        | —         | —       | —         | 10        | 0         |
| Tổng cộng sự nghiệp | Tổng cộng sự nghiệp | 72           | 5            | 2       | 0         | 15       | 1         | 1       | 0         | 90        | 6         |

## Danh hiệu

### Câu lạc bộ
USM Alger
- Giải bóng đá hạng nhất quốc gia Algérie (2): 2013-14, 2015-16
- Cúp bóng đá Algérie (1): 2013
- Siêu cúp bóng đá Algérie (1): 2013
- Cúp câu lạc bộ UAFA (1): 2013